# Бильхарц (лунный кратер)
Кратер Бильхарц (лат. Bilharz) — ударный кратер в экваториальной части видимой стороны Луны на восточной границе Моря Изобилия. Название дано в честь немецкого врача, пионера в области паразитологии, Теодора Бильхарца (1825—1862) и утверждено Международным астрономическим союзом в 1976 г.

## Описание кратера

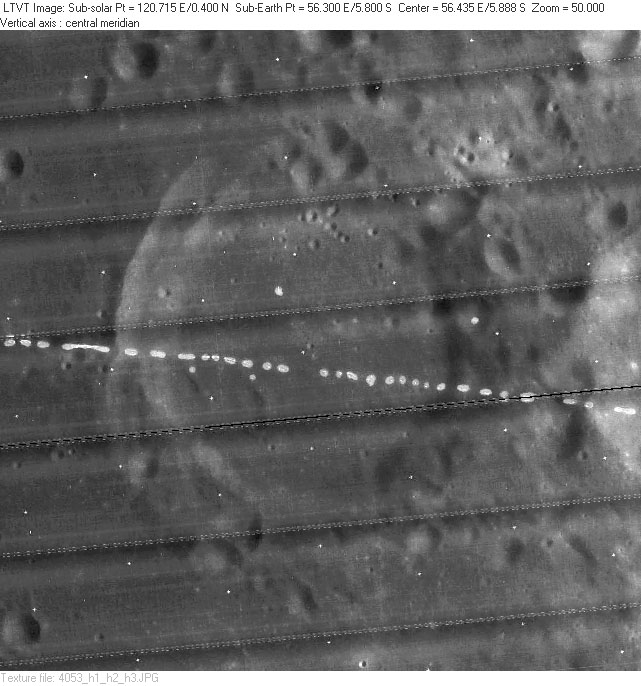
Снимок зонда Lunar Orbiter — IV.

Ближайшими соседями кратера являются кратер Линдберг на западе; кратер Наонобу на северо-востоке; кратер Атвуд на востоке и кратер Лангрен на юго-востоке.
Селенографические координаты центра кратера — 5°50′ ю. ш. 56°20′ в. д. / 5,83° ю. ш. 56,34° в. д., диаметр — 45 км, глубина — 1,75 км.
Вал кратера имеет близкую к циркулярной форму, значительно поврежден последующими импактами. Высота вала над окружающей местностью составляет около 1000 м, объем кратера приблизительно 1400 км3. Дно чаши кратера заполнено базальтовой лавой, ровное, без особенных структур за исключением нескольких мелких кратеров.
До своего переименования кратер в 1976 г. именовался сателлитным кратером Лангрен F.

## Сателлитные кратеры
Отсутствуют.